# Ontario Highway 401
Der Highway 401 oder Macdonald-Cartier Freeway ist eine Autobahn, die sich durch den Süden der kanadischen Provinz Ontario zieht. Sie ist die bei weitem längste Autobahn der 400er-Serie in Ontario und eine der meistbefahrenen Autobahnen der Welt. Sie hat an ihrer breitesten Stelle 18 Fahrstreifen. Zusammen mit der Autoroute 20 in Québec bildet sie das Haupttransportnetz des Québec-Windsor-Korridors, der am dichtesten besiedelten, wohlhabendsten und meist industrialisierten Region des Landes, die sich entlang des Sankt-Lorenz-Stroms erstreckt und in der über die Hälfte der kanadischen Bevölkerung wohnen und drei der größten kanadischen Städte, nämlich Québec, Montreal und Toronto, liegen.
1965 benannte der Premier Ontarios, John Robarts, den Highway 401 zu Ehren der beiden Väter der Konföderation, Sir John Macdonald und Sir George-Étienne Cartier Macdonald-Cartier Freeway. Dies ist der in offiziellen Dokumenten gebräuchliche Name, der jedoch selten auf Straßenschildern oder in Unterhaltungen gebraucht wird.

## Streckenverlauf

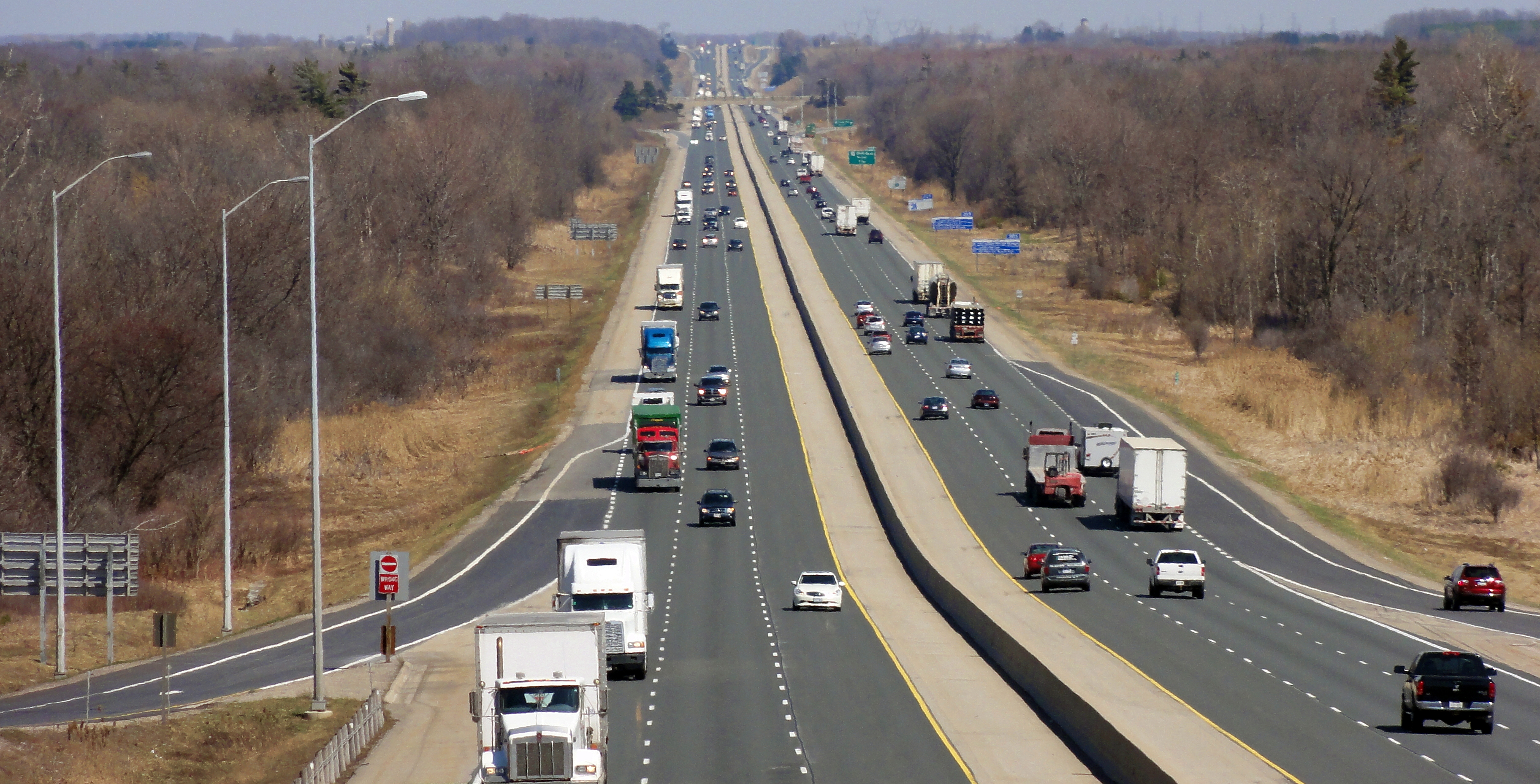
Highway 401 bei London

Der Highway beginnt am Highway 3, der über die Ambassador Bridge nach Detroit führt. Im Rahmen eines Neubauprojekts wird der Highway an den Detroit River herangeführt und soll in die Vereinigten Staaten verlängert werden, dort entsteht ein Anschluss an den Interstate 75. Der Highway führt um die Stadt Windsor herum, er verläuft in zuerst östlicher Richtung parallel zum Ufer des Lake St. Clair, der sich 5 km nördlich der Straße befindet, danach in nordöstlicher Richtung parallel zum Ufer des Eriesees. Entlang dieses Abschnitts befinden sich die Städte Chatham und London. Dieser Abschnitt weist bis zu ca. 25.000 Verkehrsteilnehmer auf. Von Westen kommend trifft Highway 402 auf die Route, ab dort verdoppeln sich die Nutzerzahlen, der Highway verbreitert sich von vier auf sechs Fahrstreifen. Bei Woodstock zweigt in östlicher Richtung Highway 403 ab, der zum Lake Ontario führt.
Die Strecke führt nun in den Großraum Toronto. Dieser Abschnitt zählt zu den meistbefahrenen Straßen der Welt, auf der bis zu 20 Fahrstreifen breiten Route verkehren über 400.000 Fahrzeuge pro Tag, einzelne Studien sprechen sogar bis zu 500.000 Fahrzeuge. Im Großraum Toronto kreuzen mehrere Highways, die das Umland bzw. die Provinz mit Toronto verbinden. Nördlich von Mississauga befindet sich entlang der Strecke der Toronto Pearson International Airport. Der Highway führt nördlich am Stadtzentrum vorbei und gelangt von dort an das Ufer des Ontariosees. Bevor der Highway dann parallel zum Seeufer nach Osten führt und dann dem Sankt-Lorenz-Strom folgt, passiert er der Rouge-Nationalpark. Am Sankt-Lorenz Strom passiert er dann auch den Thousand-Islands-Nationalpark. Östlich von Cornwall trifft der Highway auf die Provinzgrenze zu Québec und führt von dort aus weiter als Autoroute 20 nach Montréal.

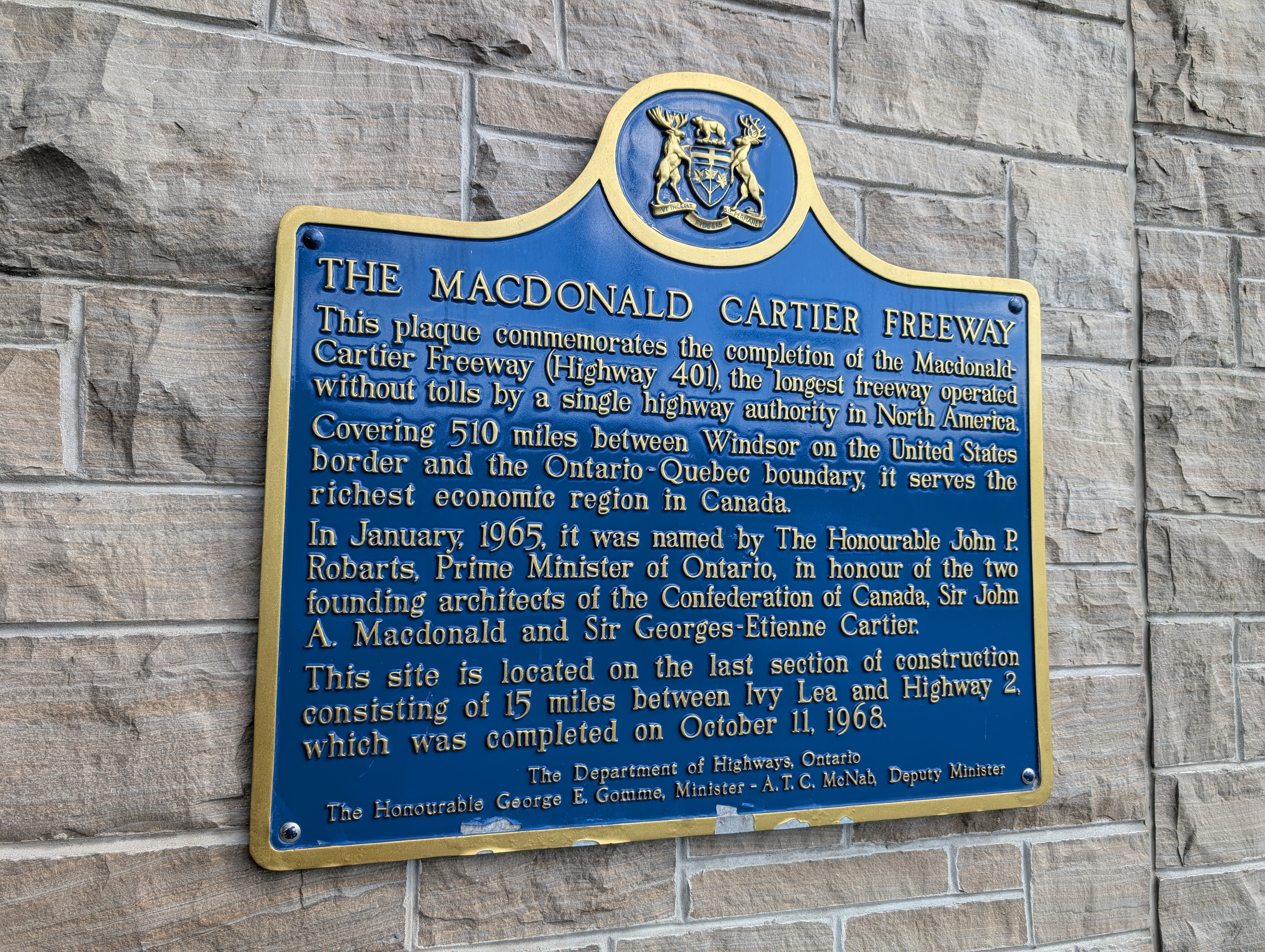
Gedenktafel zum letzten Lückenschluss

Entlang der Strecke liegen 18 Rastplätze. An der Ivy-Lea-Raststätte, wo der Highway 1965 fertiggestellt wurde, erinnert eine Gedenktafel daran, dass der Highway 401 die längste mautfreie Autobahn unter einer einheitlichen Autobahnverwaltung in Nordamerika ist. Mittlerweile hält diesen Rekord jedoch der texanische Abschnitt der Interstate 10.

## Geschichte

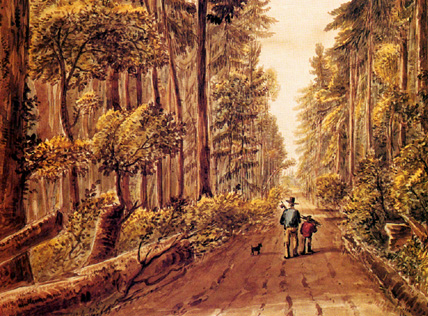
Kingston Road 1830, westlich von Toronto

Die Vorgänger des Highways 401 waren eine Vielzahl von Wanderwegen, die während der Kolonisation von Ontario entstanden sind oder auch schon davor von den dort lebenden Ureinwohnern genutzt wurden. 1793 wurde die Anlage der Governor’s Road beschlossen, diese hatte eine Länge von 20 Meilen (ca. 32 km). Der Bau wurde mit 90 $ pro Meile entlohnt. Der Weg verlief von Dundas, das damals noch Coote's Paradise genannt wurde, zur damaligen Hauptstadt York, die heute ein Stadtteil von Toronto ist. Die Route wurde erweitert und bekam den Namen The Kingston Road.
Das Wegenetz in Ontario wurde in den folgenden Jahren ergänzt und es erfolgte ein Anschluss nach Québec, somit waren die Städte Toronto und Montréal miteinander verbunden; es entwickelte sich eine Postverbindung zwischen den Städten. Durch die entstehende Motorisierung Anfang des 20. Jahrhunderts wurde ein neuer Ausbau nötig, der Toronto-Hamilton-Highway wurde geplant und dann im November 1917 eröffnet. Daraus entstand der Highway 2, der als Vorgänger von Highway 401 zu sehen ist.

Konstruktionsphasen des Highways 401

Thomas McQuesten, der Minister, der dem Department of Highways vorstand, entwickelte ab 1935 ein neues Straßenkonzept für die Provinz. Inspiriert von den deutschen Autobahnen wurde ein neuer Straßentyp geplant, der wie die Autobahnen aus jeweils zweistreifigen, baulich getrennten Richtungsfahrbahnen bestand. Die Planung übernahm der Staatssekretär Robert Melville Smith, der die Konzeption der Autobahn auf kanadische Verhältnisse anpasste. Erste Bauabschnitte in dieser Bauweise wurden am Highway 10 erstellt. Der erste komplette Highway in dieser Bauweise war der Queen Elizabeth Way, der im August 1940 eröffnet wurde. Aufgrund des Kriegs stockte der weitere Ausbau, wurde jedoch nach dessen Ende wieder aufgenommen. Der Abschnitt zwischen Highland Creek und Oshawa wurde im Dezember 1947 fertiggestellt. Der nächste anstehende Abschnitt lag zwischen Barrie und Toronto, es kam jedoch wegen des Korea-Kriegs zu weiteren Verzögerungen, so dass dieser Abschnitt erst 1952 fertiggestellt wurde. Anfang der 1950er Jahre wurde dann auch die Nummern vergeben, was jedoch zu Widerständen in der Presse führte. Der Highway wurde in den folgenden Jahren nach Osten und Westen erweitert, teilweise wurden schon bestehende Highways integriert und ausgebaut, so auch der Highway 27. Die Höchstgeschwindigkeit wurde dabei auf 60 m.p.h. (Miles per hour) festgelegt. Die folgenden Jahre waren bestimmt durch den weiteren Ausbau nach Windsor im Westen und hin zur Grenze zu Québec. Das letzte Teilstück wurde 1968 eröffnet, eine Gedenktafel bei Brockville erinnert daran.
Bislang wurde der Highway lediglich vierstreifig ausgebaut, jedoch bereits 1962 stellte der damalige Verkehrsminister Charles MacNaughton Ideen vor, bei Toronto den Highway auf mindestens zwölf Fahrstreifen zu erweitern. Dies wurde auch relativ zügig beschlossen und die Umsetzung begonnen; der Bau verzögerte sich jedoch, so dass das Projekt erst 1972 fertiggestellt wurde. In den 1970er Jahren wurde, auch unter dem Hintergrund der Ölkrise, kein wesentlicher Ausbau getrieben. Es wurden Anschlüsse zu den Zubringerautobahnen nach Toronto gebaut, weitere Maßnahmen blieben jedoch aus. In den 1980er Jahren nahm der Verkehr wieder zu, so wurden auf Teilbereichen bis zu 300.000 Fahrzeuge pro Tag gezählt, was zu einem weiteren Ausbau führte.

## Ausbau
2004 beschlossen die Regierungen der Vereinigten Staaten und von Kanada einen weiteren Ausbau des Highway 401. Ein Brückenneubau südlich von Windsor, die Gordie Howe International Bridge wird den Highway mit dem Highway 85 verbinden. Dazu sollte östlich der neuen Brücke ein großer Grenzkontrollpunkt auf kanadische Seite entstehen, auf der Westseite des Detroit Rivers das US-amerikanische Pendant. Das Projekt erhielt den Namen Rt. Hon. Herb Gray Parkway, zu Ehren des langjährigen Parlamentsmitglieds und Ministers Herb Gray. Der Bau begann im August 2011 und soll bis 2019 fertig gestellt werden, es wurden Projektkosten in Höhe von 1,4 Mrd. kan. $ angesetzt.

## Highway of Heroes

Straßenschild

Ein Teil des Highways führt offiziell auch den Namen Highway of Heroes (französisch Autoroute des héros). Diesen Zusatz erhielt der Highway, da seit 2002 alle in Afghanistan gefallenen kanadischen Soldaten vom Einsatzland zurück nach Kanada zur CFB Trenton überführt werden. Von Trenton aus werden die Gefallenen dann über den Highway zum Büro des Coroners im Centre for Forensic Sciences in Toronto gebracht. Während dieser Überführungen sind die Straßen und Brücken regelmäßig von dichten Menschenmengen gesäumt, die damit den Gefallenen ihren Respekt zu erweisen. Der Name lässt sich bis zu einem Bericht in der Toronto Sun vom 23. Juni 2007 zurückverfolgen. Diesem Bericht folgte eine Unterschriftensammlung und eine erfolgreiche Petition mit dem Ziel diese Bezeichnung auch zum offiziellen Namen zu erheben.